# T.I.N.A.
T.I.N.A. è un singolo del gruppo musicale britannico Enter Shikari, pubblicato il 22 marzo 2020 come terzo estratto dal sesto album in studio Nothing Is True & Everything Is Possible.

## Descrizione
Il titolo è l'acronimo di There Is No Alternative, prima frase cantata nel brano e riferimento alla celebre frase del primo ministro inglese Margaret Thatcher. È stata presentata in esclusiva su BBC Radio 1 nel corso del programma di Daniel P Carter Rock Show. La versione digitale del singolo contiene, oltre al brano stesso, i due precedenti singoli estratti da Nothing Is True & Everything Is Possible.
Il suo significato si riavvicina a quello della traccia di apertura dell'album, The Great Unknown, e parla del «rachitismo del pensiero».

## Video musicale
Un video ufficiale del brano viene pubblicato su YouTube il 17 dicembre 2020. Definito particolarmente «inusuale», il video è stato diretto da Matthew Taylor e realizzato interamente in computer grafica. Il cantante Rou Reynolds ha descritto così il processo di realizzazione del video:

## Tracce
Testi di Rou Reynolds, musiche degli Enter Shikari.
1. T.I.N.A. – 3:05
2. The King – 2:48
3. The Dreamer's Hotel – 2:53

## Formazione
- Rou Reynolds – voce, tastiera, programmazione
- Rory Clewlow – chitarra, voce secondaria
- Chris Batten – basso, voce secondaria
- Rob Rolfe – batteria, percussioni, cori